# Центар (амерички фудбал)
Центар (енгл. Center), скраћено C је позиција у америчком фудбалу. Део је нападачке формације и налази се у средњем делу офанзивне линије. Сваки напад почиње од центра који додаје лопту квотербеку, на почетку игре. Након предаје лопте, центар прелази у формацију блока, како би штитио остатак офанзивног тима, а на првом месту квотербека.